# Ринген, Элиса
Элиса Ри́нген (норв. Elise Ringen; род. 21 ноября 1989, Мерокер, Нур-Трёнделаг) — норвежская биатлонистка. Бронзовый призёр чемпионата мира и Европы в эстафете.

## Спортивная карьера

### Юниорские и молодёжные достижения
| Год  | Место проведения | Возраст | Инд | Спр | Пр  | Эст |
| 2007 | ЧМ Валь-Мартелло | U19     | 9   | 7   | 4   | —   |
| 2008 | ЧМ Рупольдинг    | U19     | 4   | 2   | 3   | 2   |
| 2008 | ЧЕ Нове-Место    |         | 1   | 20  | 15  | 3   |
| 2009 | ЧМ Кенмор        | U21     | 10  | 12  | DNS | —   |

### Карьера в Кубке мира
- Дебют в кубке мира — 13 марта 2008 года в спринтерской гонке в Хольменколлене — 39 место.[1]
- Первое попадание в очковую зону — 1 декабря 2011 года 32 место в индивидуальной гонке в Эстерсунде.[2]
- Лучшее место в соревнованиях Кубка Мира — 10-е (спринт, Хохфильцен, 09.12.2011)
- Первое место в эстафете и лучшая скорость на своем (втором) этапе (Хохфильцен, 11.12.2011)

### Общий зачет в Кубке мира
- 2011—2012 — 25-е место (177 очков) (на 20/01/12)
- 2008—2009 — (0 очков)
- 2007—2008 — (0 очков)
- Завершила карьеру.
- В сезоне 2015/2016 годов, завершила выступление в кубке мира по биатлону.

## Личная жизнь
Родители Элисы: Йорун и Колбьорн Ринген (Jorun, Kolbjørn Ringen).
Сестра-близняшка Ада Ринген — также биатлонистка.
Бойфренд: биатлонист Даг Эрик Коккин.